# 阿里-阿克巴尔·迈赫拉比安
阿里-阿克巴尔·迈赫拉比安（波斯語：‎，羅馬化：Ali Akbar Mehrabian；1969年—）是伊朗政治人物，现任能源部长。
2007年11月2日至2011年5月15日，他任工业和矿业部。2011年，工业和矿业部与商务部合并，迈赫拉比安随后离开内阁。